# مهدی وکیل
مهدی وکیل (زادهٔ ۱۲۸۶) دیپلمات ایرانی بود. او به مدت ۱۲ سال به عنوان نماینده دائم ایران در سازمان ملل متحد خدمت کرد. آخرین سمت وی سفیر کبیر ایران در واتیکان بود.
او در دورهٔ دوم وزارت علی‌اصغر حکمت (۱۳۳۷) به علت سابقهٔ فرهنگی و آشنایی که با حکمت داشت از وزارت فرهنگ و هنر به وزارت امور خارجه انتقال یافت. بعد از انتقال به وزارت امور خارجه به‌عنوان نماینده دائم ایران در سازمان ملل متحد در نیویورک منصوب شد و ۱۲ سال نمایندهٔ ایران در آن سازمان بود. آخرین سمت وی نیز سفارت در واتیکان (۱۳۵۴ تا ۱۳۵۵) بود. وی داماد رجبعلی منصور (نخست‌وزیر رضاشاه و محمدرضاشاه) بود و حسنعلی منصور (نخست‌وزیر محمدرضاشاه) برادر همسرش بود. مهدی وکیل متعلق به نسل پیش از جنگ جهانی دوم بود لذا زبان اول او فرانسه بود، البته به انگلیسی نیز تسلط کامل داشت. نطق‌های خود را در سازمان ملل متحد بیشتر به فرانسه ایراد می‌کرد و در امور بین‌المللی و سازمان ملل متحد تبحر داشت. او از نسلی کلاسیک بود؛ بسیار مبادی آداب، با شخصیتی رسمی و تجربه کار در جامعه ملل را نیز داشت. شایان ذکر است که مهدی وکیل پس از تأسیس سازمان ملل متحد به دبیرخانه این سازمان پیوست و مدارج ترقی را در این نهاد بین‌المللی تا سمت معاونت دبیرکل طی کرد. مهدی وکیل و تقی نصر دو ایرانی بودند که در آن زمان، در دبیرخانه حائز رتبه D-1 بودند که عملاً معادل پست معاونت دبیرکل به حساب می‌آمد.

## زندگی
او در ۱۲۸۶ متولد شد. تحصیلات ابتدائی و متوسطه را در تهران و تحصیلات عالی را در فرانسه به اتمام رسانید و دکترای حقوق از دانشکدهٔ حقوق و علوم سیاسی پاریس دریافت کرد. وکیل در سال ۱۳۰۶ در وزارت فرهنگ استخدام شد. چندی معلم زبان فرانسه در مدارس متوسطه تهران بود. بعد مترجم ادارهٔ عتیقات و موزه و کتابخانه وزارت فرهنگ گردید. مدتی ریاست ادارهٔ دفتر وزارتی را برعهده داشت تا وابستهٔ افتخاری ایران در بروکسل گردید. پس از بازگشت از بلژیک رئیس اداره تعلیمات عالیهٔ وزارت فرهنگ شد و آنگاه به ریاست دبیرخانه دانشگاه تهران منصوب گردید. در همین سمت چندی تدریس تاریخ دیپلماسی دانشکده حقوق و علوم سیاسی بر عهده او قرار گرفت. از دیگر مشاغل وی رئیس ادارهٔ سرپرستی دانشجویان ایرانی مقیم پاریس بود، سپس مستشار فرهنگی ایران در فرانسه شد و پس از آن به عضویت شورای اقتصادی در سازمان ملل متحد درآمد و در همین زمان از وزارت فرهنگ به وزارت امور خارجه انتقال یافت و به سمت سفیر کبیر و نمایندهٔ دائم ایران در سازمان ملل متحد منصوب گردید. مهدی وکیل به زبان‌های فرانسه، انگلیسی و آلمانی تسلط کامل داشت و هنگام مأموریت در سازمان ملل متحد مورد احترام تمام نمایندگان کشورها بود. آخرین شغل سیاسی مهدی وکیل، سفیر کبیری ایران در واتیکان بود.